# Robert Wilhelm Bunsen

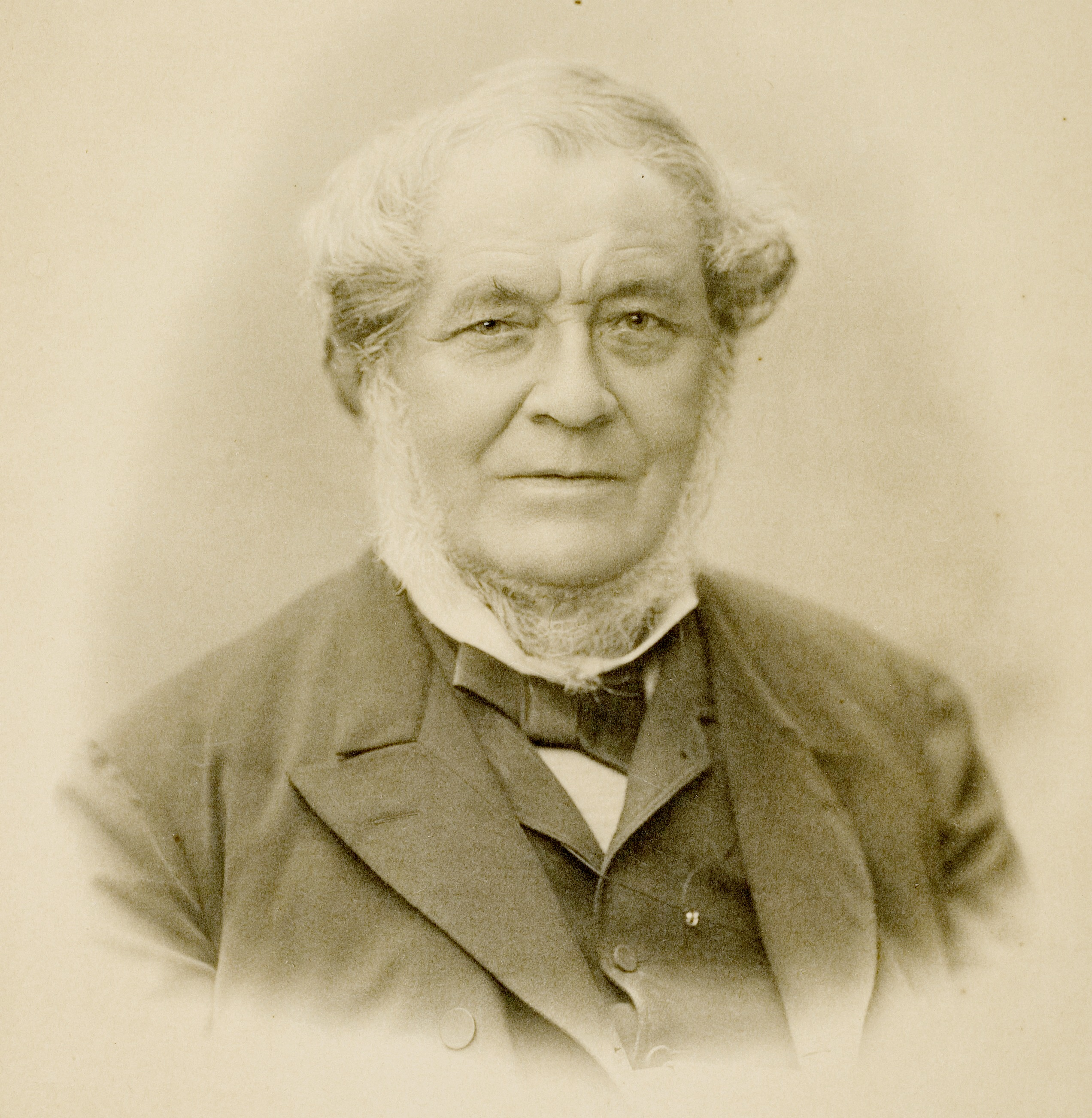
Robert Bunsen, Photogravure von J. B. Obernetter (um 1885)

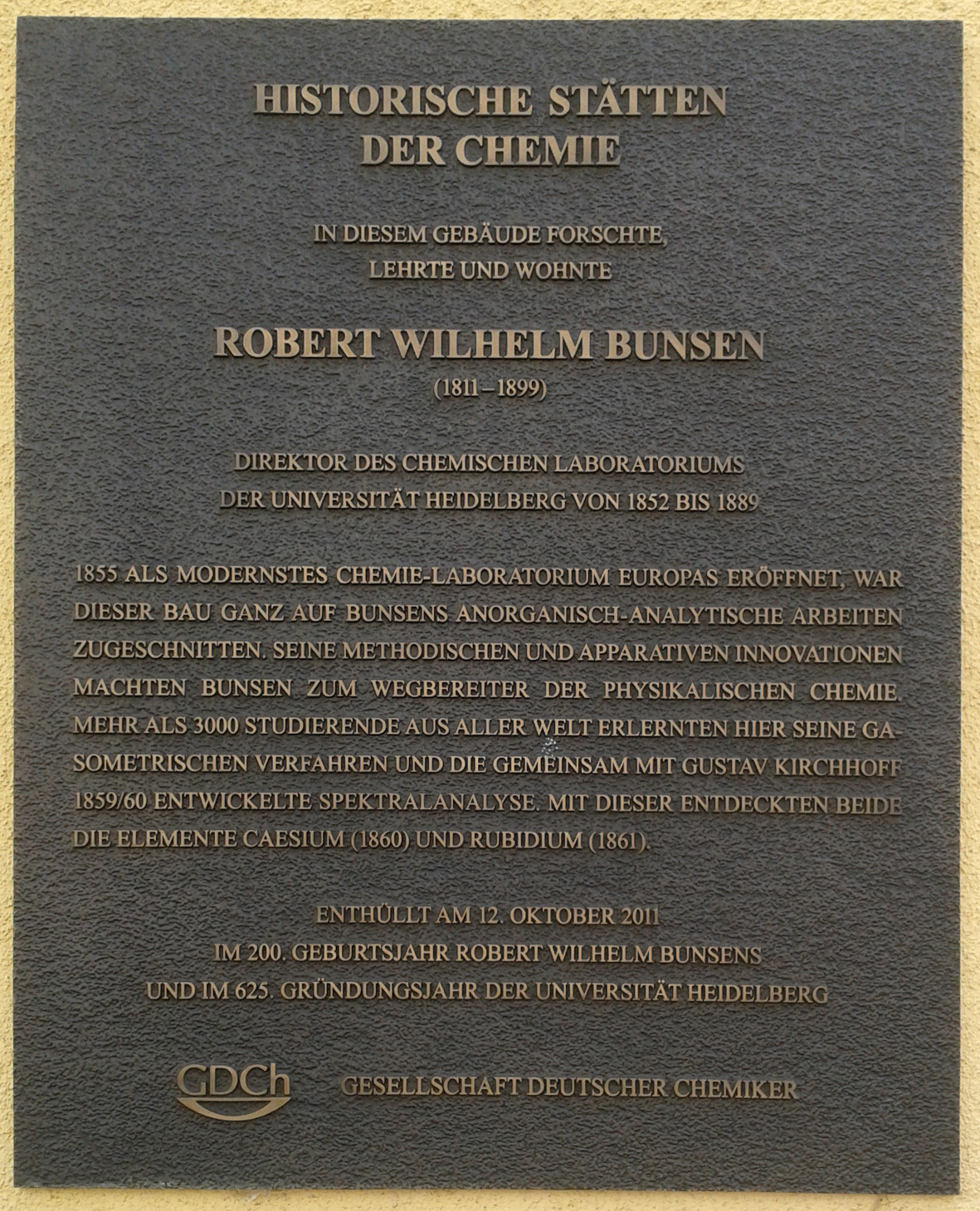
Gedenktafel für Robert Wilhelm Bunsen an seinem Heidelberger Laboratorium

Robert Wilhelm Eberhard Bunsen (* 30. März 1811 in Göttingen; † 16. August 1899 in Heidelberg) war ein deutscher Chemiker. Zusammen mit Gustav Robert Kirchhoff entdeckte er 1861 die Elemente Caesium und Rubidium und entwickelte auch gemeinsam mit Kirchhoff 1859 die Spektralanalyse, mit deren Hilfe chemische Elemente hochspezifisch nachgewiesen werden können. Er perfektionierte den nach ihm benannten Bunsenbrenner und erfand das Bunsenelement und das Bunsen-Fotometer.

## Leben

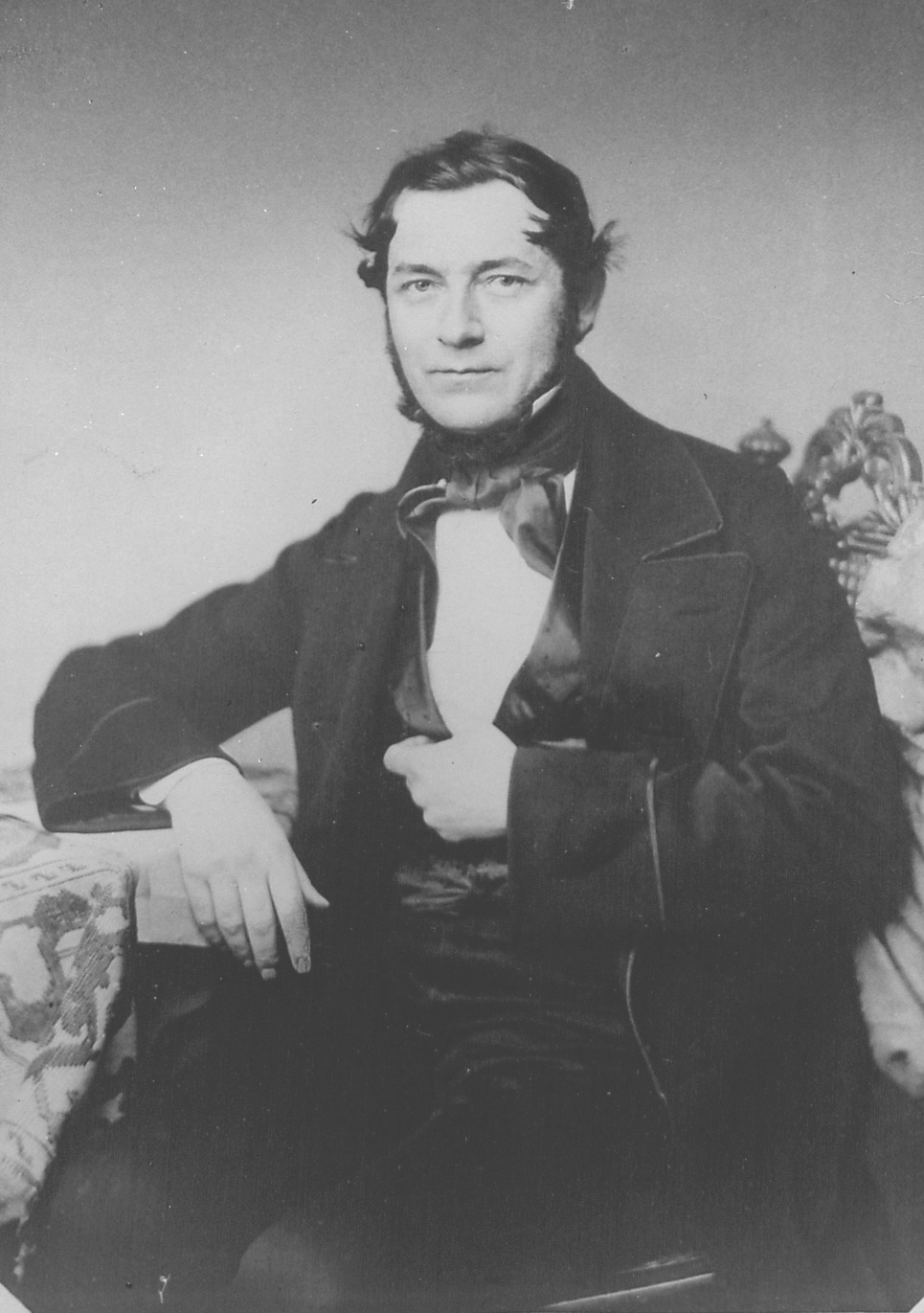
Robert Wilhelm Bunsen, zwischen 1852 und 1856

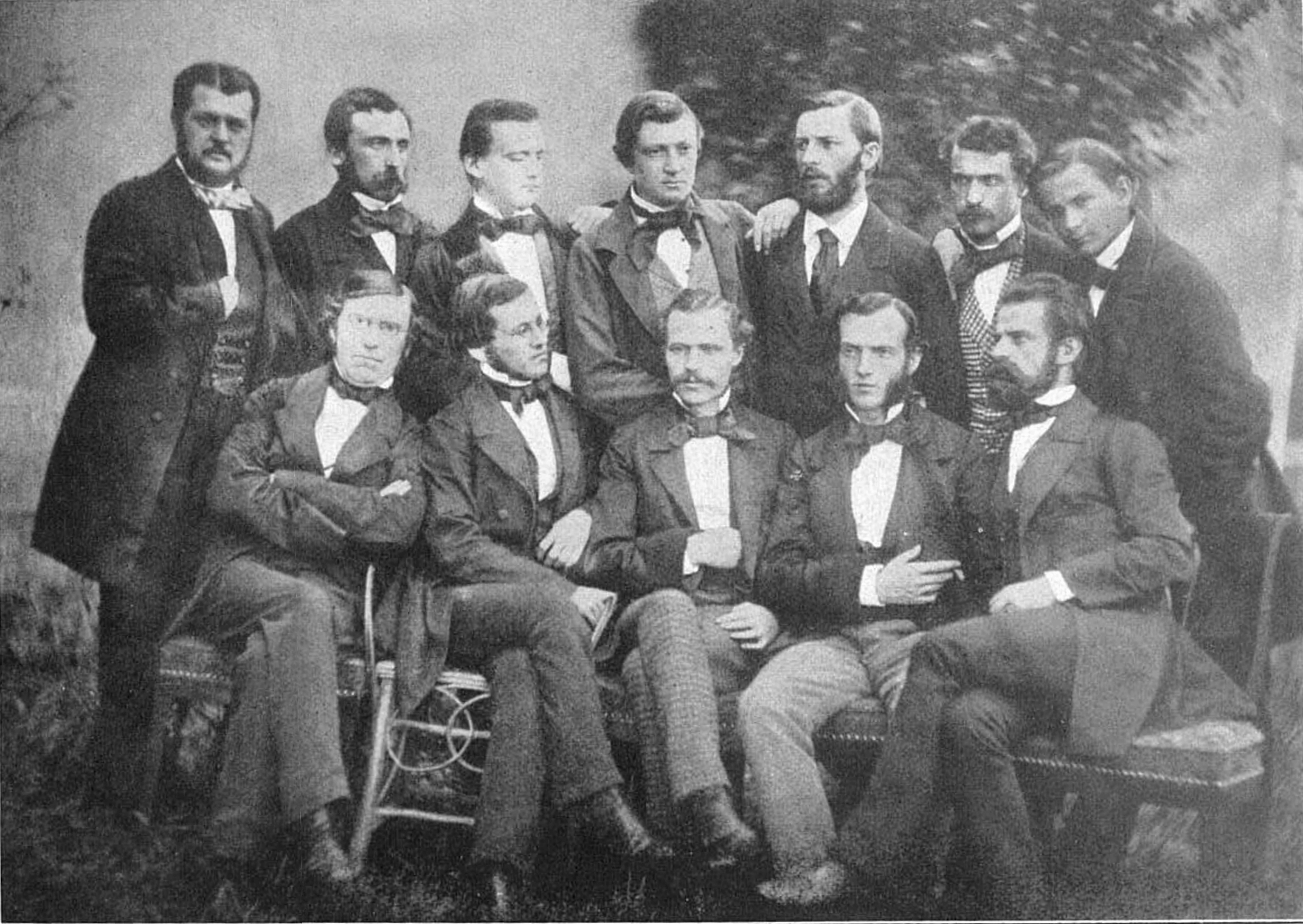
Bunsen-Mitarbeiter 1857 in Heidelberg

### Frühe Jahre
Robert Bunsen war der jüngste von vier Söhnen des Göttinger Literaturprofessors und Bibliothekars Christian Bunsen, Sohn des Philipp Christian Bunsen und dessen Ehefrau Auguste Friederike Bunsen geb. Quensel (1775–1855), einer Tochter von Carl Quensel, britisch-hannoverischer Major und Syndikus der Stadt Goslar, und Melanie Heldberg, die aus einer Juristenfamilie kam.
In der Literatur finden sich unterschiedliche Angaben zu Robert Bunsens Geburtsdatum. Während Bunsens Taufeintrag sowie ein handschriftlich verfasster Lebenslauf auf den 30. März 1811 verweisen, nennen mehrere Nachschlagewerke den 31. März als Geburtsdatum, an dem Bunsen nach Angaben seines Biographen Georg Lockemann in späteren Jahren auch seinen Geburtstag beging. Nach seiner Schulzeit in Göttingen und dem Abitur auf dem Gymnasium in Holzminden studierte er Naturwissenschaften, insbesondere Chemie und auch Mathematik an der Universität Göttingen. Er fertigte 1830 eine vollständig in Latein verfasste Dissertation über die damals bekannten Hygrometer an und wurde 1831 promoviert. Von 1832 bis 1833 reiste er mit einem Stipendium der Landesregierung durch das westliche Europa, um sich weiterzubilden. In dieser Zeit lernte er Friedlieb Ferdinand Runge, Justus Liebig in Gießen und Eilhard Mitscherlich in Berlin kennen. Er und die Söhne seines Patenonkels hatten bedeutenden Anteil am Frankfurter Wachensturm von 1833, dem gescheiterten Versuch von etwa 100 Aufständischen, durch einen Überfall auf die Hauptwache und die Konstablerwache in Frankfurt am Main eine allgemeine Revolution in Deutschland auszulösen. (→Vormärz)

### Göttingen

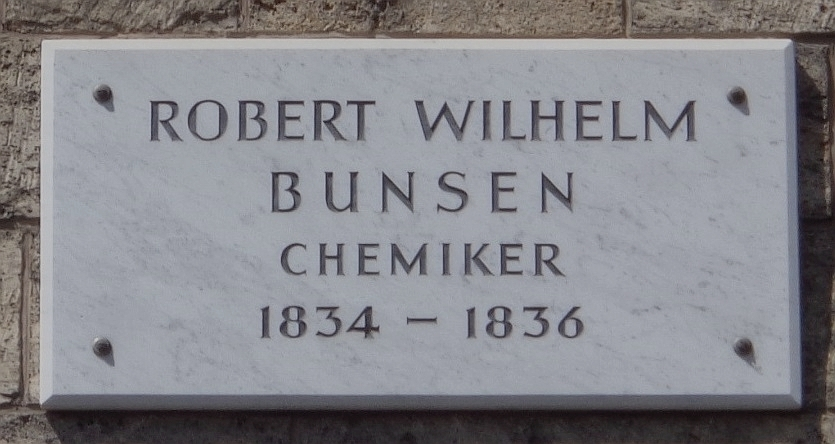
Göttinger Gedenktafel für Bunsen

Nach seiner Rückkehr habilitierte sich Bunsen 1834 in Göttingen und begann mit Experimenten zur (Un)Löslichkeit von Metallsalzen der Arsensäure. Auch heute noch wird seine Entdeckung des Eisenoxidhydrats als Gegengift gegen eine Arsenvergiftung benutzt. Nach dem Tod von Friedrich Stromeyer (1835) und vor der Berufung von Friedrich Wöhler (1836) übernahm Bunsen die Vertretung des Lehrstuhls.

### Kassel
1836 wurde Bunsen Nachfolger von Friedrich Wöhler an der Höheren Gewerbeschule (Polytechnikum) in Kassel. Hier begann er die Erforschung der Kakodyl-Verbindungen (Tetramethyldiarsan As2(CH3)4 und Abkömmlinge), wobei er sich bereits 1836 durch eine heftige Explosion am rechten Auge verletzte und teilweise erblindete. 1838 unternahm Bunsen grundlegende physikalische und chemische Untersuchungen der im Hochofen ablaufenden Prozesse (z. B. Gichtgas) in der nördlich von Kassel in Veckerhagen gelegenen, damals bedeutenden Eisenhütte.

### Marburg
1839 wurde Bunsen an die Universität Marburg versetzt, wo er seine Arbeiten an den Kakodyl-Verbindungen und die Entwicklung von gasanalytischen Methoden fortsetzte. Sein Wirken brachte ihm schnelle und weite Anerkennung. 1841 entwickelte Bunsen eine salpetersäurehaltige Zink-Kohle-Batterie (Bunsenelement), die preisgünstig und vielseitig verwendbar war.
Als 1845 der isländische Vulkan Hekla wieder ausgebrochen war, wurde er von der dänischen Regierung zu einer Expedition nach Island eingeladen, bei der er u. a. von Wolfgang Sartorius von Waltershausen und Carl Bergmann begleitet wurde. Nachdem sein Cousin Robert Louis Karl Bunsen, Leibarzt des Kurfürsten in Kassel, den Kurprinzen Friedrich Wilhelm 1846 überzeugen konnte, erhielt er sechs Monate Urlaub. Die Analyse der mitgebrachten Gas- und Gesteinsproben beanspruchte ihn in den folgenden sechs Jahren, und es gelang ihm, die Gasanalyse zu einem exakten Verfahren auszubauen. Bedeutende Schüler waren in Marburg: Hermann Kolbe, Edward Frankland, John Tyndall, Heinrich Debus.

### Breslau

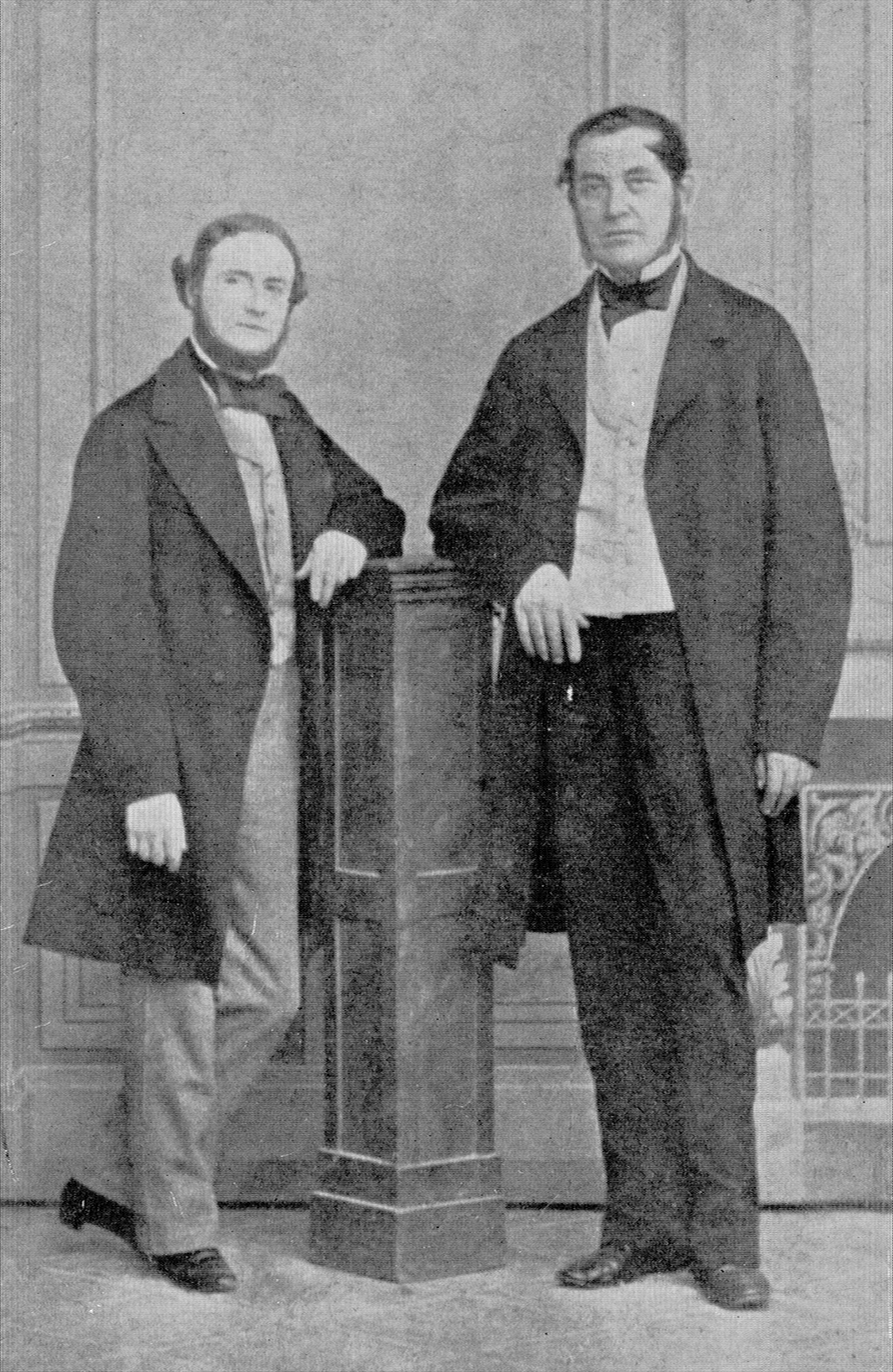
Gustav Robert Kirchhoff (li.), Robert Bunsen (re.), um 1850

1850 nahm Bunsen einen Ruf an die Universität Breslau an. Hier baute man ihm ein neues Laboratorium, und hier lernte er auch den Physiker Gustav Robert Kirchhoff kennen. Jedoch lehrte Bunsen in Breslau nur drei Semester lang und folgte danach einem Ruf nach Heidelberg.

### Heidelberg

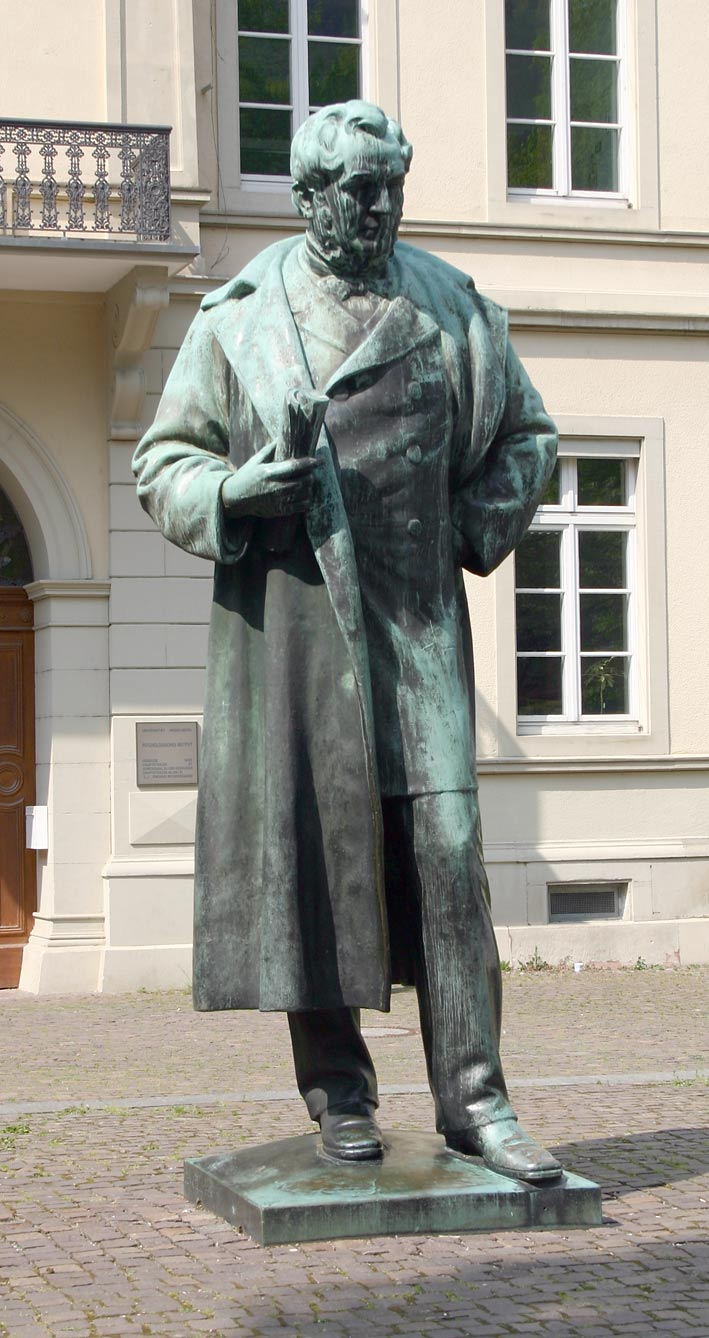
Bronzestatue von Robert Bunsen, 1907/08 geschaffen von Hermann Volz, 1961 umgesetzt in den Ehrenhof des Friedrichsbaus in Heidelberg.

1852 übernahm Bunsen den Lehrstuhl von Leopold Gmelin an der Ruprecht-Karls-Universität. Auch hier erhielt Bunsen ein neues Laboratorium und eine Dienstwohnung. Das Laboratorium galt als das modernste chemische Laboratorium Deutschlands.
Bei seinen Versuchen gelang es Bunsen mittels Elektrolyse von Salzschmelzen zahlreiche Metalle wie Chrom, Magnesium, Aluminium, Mangan, Natrium, Barium, Calcium und Lithium in Elementarform zu gewinnen.
In seiner Zusammenarbeit mit Sir Henry Roscoe wurde von 1854 an die lichtinduzierte Bildung von Chlorwasserstoff aus Wasserstoff und Chlor untersucht.
Nach sieben Jahren brach Bunsen 1859 die Zusammenarbeit mit Roscoe ab und arbeitete zusammen mit Kirchhoff an der Spektralanalyse chemischer Elemente. Mit Hilfe der Spektroskopie konnten bei der Erhitzung chemischer Substanzen in Flammen die charakteristischen Spektrallinien untersucht werden.
Bei der Spektralanalyse des Mineralwassers der neu erschlossenen Maxquelle in Dürkheim entdeckten Bunsen und Kirchhoff 1860/61 die Alkalimetalle Cäsium und Rubidium. Durch ihre Studien wurde es zudem möglich, die Fraunhoferlinien zu erklären und somit eine der wesentlichsten Grundlagen für die moderne Astronomie zu legen.
Bunsen unterrichtete weit über 3000 Studierende während seiner Heidelberger Zeit. Dabei wurde er von zwei oder manchmal sogar drei Assistenten unterstützt. Der „erste Assistent“ half direkt in der Vorlesung und im Laboratorium mit. Der „zweite Assistent“ betreute die Anfänger und half bei deren Praktikum. Der „dritte“ wurde bereits mit speziellen Aufgaben betraut.
Ein Manuskript seines Assistenten zur Vorbereitung der Experimente und des Tafelanschriebs zur Vorlesung „Experimentelle Chemie“ tauchte nach 145 Jahren in Kalifornien auf. Inge König, eine Nachfahrin jenes Assistenten, händigte das Manuskript anlässlich der Jahresfeier der Universität Heidelberg 2004 an die Chemische Fakultät aus (heute im Archiv der Bunsen-Gesellschaft). Das aufgezeichnete Periodensystem umfasste damals 60 Elemente, bevor dann Cäsium und Rubidium mit Bleistift nachgetragen wurden.
Bunsen bot keine spezielle Ausbildung in organischer Chemie an, was zuweilen kritisiert wurde. Allerdings beschäftigte er bis zu acht weitere Dozenten, die einzelne Lehrveranstaltungen zu Organischer und Pharmazeutischer Chemie, Chemischer Technologie, Kristallographie, Gerichtlicher Chemie und Geschichte der Chemie anboten. Lötrohrübungen ergänzten das Angebot. Diese breite Palette machte den Standort Heidelberg attraktiv für Studierende aus den übrigen deutschen und europäischen Ländern und sogar aus Übersee.
In der Alten Aula der Universität Heidelberg wurde Robert Wilhelm Bunsen eine Namenstafel gewidmet.
Bedeutende Schüler waren in Heidelberg: Konrad Beilstein, Emil Erlenmeyer, Henry Roscoe, Ludwig Carius, Lothar Meyer, Hans Landolt, Adolf Lieben, Adolf von Baeyer, Carl Graebe, Albert Ladenburg, Hermann Wichelhaus, Viktor Meyer, Hans Bunte, Carl Auer von Welsbach, Ferdinand Schalch sowie August Kekulé und Leon Nikolajewitsch Schischkow (Léon Schischkoff).
Ihm zu Ehren wurde auch das Bunsen-Gymnasium (gegr. 1940) in Heidelberg benannt.

### Alter

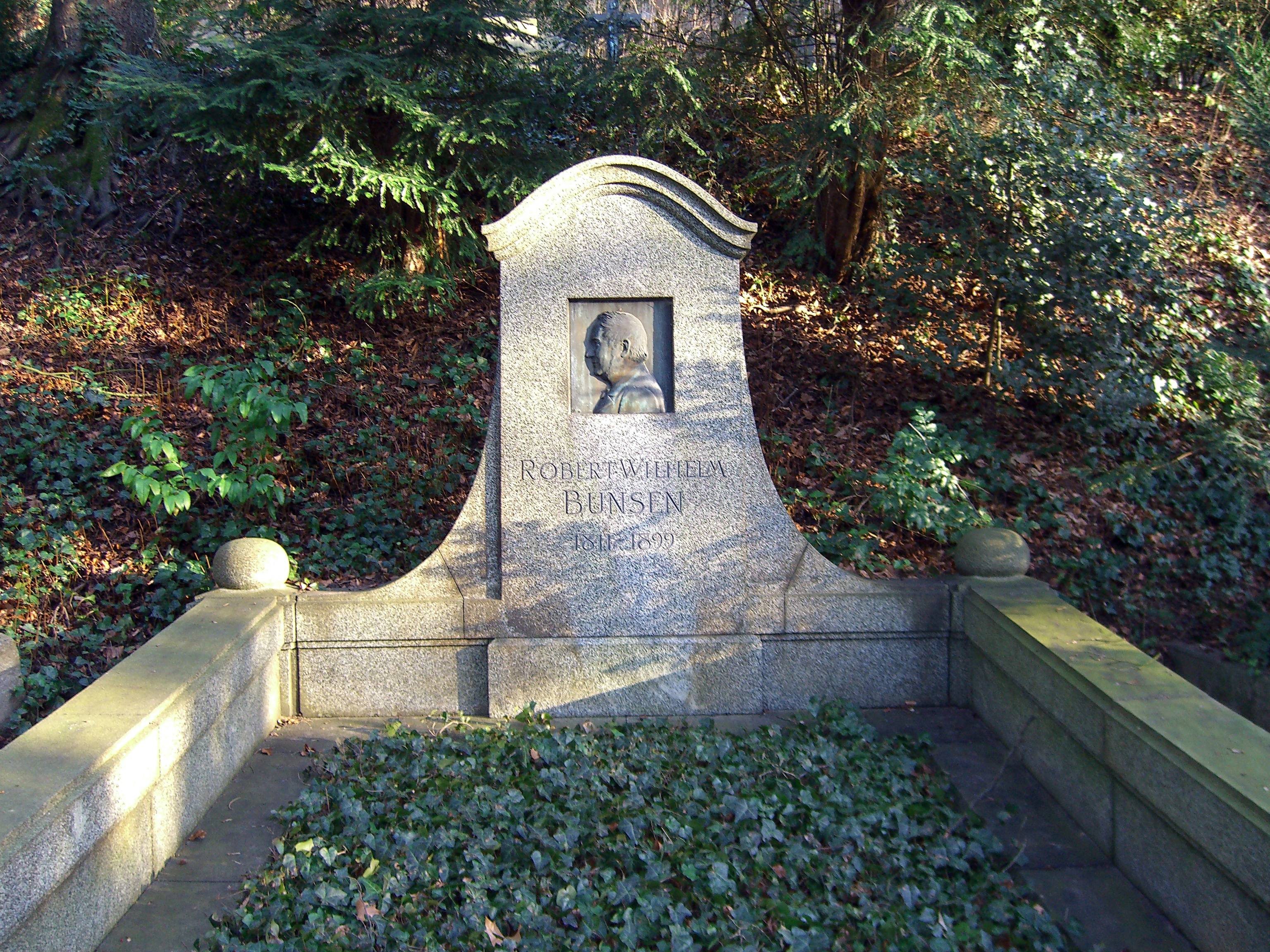
Grabmal Robert Wilhelm Bunsen auf dem Heidelberger Bergfriedhof, Abt. V.

Als Bunsen sich im Alter von 78 Jahren zurückzog, widmete er sich der Geologie, die er bis dahin nur als Hobby betrieben hatte.
Robert Wilhelm Bunsen starb am 16. August 1899 im Alter von 88 Jahren in Heidelberg. Er wurde auf dem Heidelberger Bergfriedhof beigesetzt. In seinem Nachruf sagte Roscoe:

“As an investigator, he was great. As a teacher, even greater. As a man and friend, he was greatest.”

„Als Forscher war er großartig. Als Lehrer sogar noch großartiger. Als Mensch und Freund war er der Größte.“

## Wissenschaftliches Werk
In Göttingen führte Bunsen seine ersten Arbeiten über Doppel- und Tripelsalze von Cyaniden durch.
Im Jahr 1846 erhielt Bunsen von der dänischen Regierung die Einladung, eine Expedition nach Island zu begleiten.
Auf Island untersuchte er den Großen Geysir. Er fand bei den austretenden Gasen Wasserstoff, Schwefelwasserstoff und Kohlendioxid. Für das Auftreten von Wasserstoff fand er die Erklärung der Spaltung von Schwefelwasserstoff in Schwefel und Wasserstoff. Eruptivgesteine und Feldspate aus Island untersuchte Bunsen in Bezug auf deren chemische Zusammensetzung.
In Kassel untersuchte er organische Arsenverbindungen und den Hochofenprozess. Bei seinen ersten Arbeiten über Hochöfen fand Bunsen heraus, dass 75 % des Heizwertes der Kohle nicht genutzt wurden. In England machte Bunsen im Jahr 1847 mit Lyon Playfair Untersuchungen an englischen Hochöfen. Er stellte fest, dass nur 20 % des Kohlenmonoxids für den Reduktionsprozess genutzt wurden und der Großteil ungenutzt aus dem Hochofen entwich. Er machte Vorschläge wie die Wärme besser genutzt werden könnte. Seine Untersuchungen führten zu einer Verbesserung der Feuerungstechnik und der Nutzung des Generatorgases beim Hochofenprozess. Zwischen 1837 und 1843 untersuchte er die organische Arsenverbindung Kakodyl (Tetramethyldiarsan
As2(CH3)4). Die Verbindung war damals recht bedeutend, da sich durch Gasdichtemessung die molekulare Masse sowie die anorganisch-organische Natur der Verbindung nachweisen ließ.
Er entwickelte die Iodometrie zu einem quantitativen Bestimmungsverfahren.
Bunsen entwickelte den Bunsenbrenner, der zunächst mit Stadtgas und einer Zumischung von Sauerstoff betrieben wurde.
Im unteren Teil des Flammenkegels konnte er Mineralsalzproben reduzieren (beispielsweise Bismutsalz zu elementarem Bismut), im oberen Teil der Flamme wurde die Probe oxidiert (Bismutsalz zu weißem Bismutoxid).
Weiterhin hat Bunsen für den Laborgebrauch die erste preisgünstige Stromquelle, das Bunsenelement, auf Basis von Zink, Kohle und Salpetersäure entwickelt. Die Erfindung basierte auf Vorarbeiten von Cooper (London) und Christian Friedrich Schönbein, die erstmals beim Zink-Platin-Element das Platin durch preisgünstige Kohle ersetzten. Bunsen verbesserte das Element durch die Zubereitung der Kohle und die besondere Anordnung. Das Element war bis zur Entdeckung des elektrodynamischen Prinzips nach Werner von Siemens das gebräuchlichste Element zur Stromerzeugung. Mit der elektrolytischen Abscheidung konnten Bunsen und seine Mitarbeiter die Elemente Magnesium, Lithium, Calcium und Aluminium aus den geschmolzenen Chloriden gewinnen. In seinem Labor isolierte Carl Theodor Setterberg die von Bunsen entdeckten Elemente Cäsium und Rubidium und erhielt die Metalle durch Schmelzflusselektrolyse.
Ein weiteres von ihm entwickeltes Laborgerät ist das Bunsenventil.
Bedeutsam war sein 1857 veröffentlichtes Buch Gasometrische Methoden. Darin wurden beispielsweise Verfahren zur Isolierung von Gasen in Glasgefäßen, Bestimmungen der Inhaltsstoffe von Gasen, Korrektur der Grahamschen Theorie zur Gasdiffusion und zu Temperaturen von Flammen erläutert.
Weitere sehr bedeutende Arbeiten Bunsens betrafen die Untersuchung der chemischen Wirkung des Lichtes. Bunsen zerlegte das Licht mit einem Prisma und studierte die Lichtwirkung der zerlegten Strahlung auf chemische Reaktionen und Pflanzenwachstum und machte Berechnungen zur Änderung der Lichtenergie zwischen Äquator und Polarkreis oder für unterschiedliche Höhenlagen.
Schon um 1826 hatte William Henry Fox Talbot Versuche zur Spektralanalyse unternommen. Im Jahr 1860 veröffentlichten Bunsen und Gustav Robert Kirchhoff ihre Arbeit zur Anwendbarkeit der Spektralanalyse. Das Spektroskop bestand aus einem Prisma mit zwei Linsen und einem Okular in einem Holzkasten. Das Prisma zerlegte das einheitliche weiße Licht in ein Spektrum. Brachte man eine Salzprobe in eine Bunsenbrenner-Flamme (eine Kerzenflamme brachte keine guten Resultate), so zeigte das Spektroskop für jedes Element ganz charakteristische Farblinien (Emissionsspektren) an bestimmten Stellen des Spektrums. Mit dem Spektroskop konnten Alkali- und Erdalkalisalze sowie Indium, Thallium und Wasserstoff nachgewiesen werden.
Mit dem Spektralapparat konnten Bunsen und Kirchhoff zwei neue chemische Elemente entdecken, die sie dann auch isolierten: Rubidium und Cäsium.
Der Nachweis von Elementen – auch in geringsten Spuren – in einer Substanzprobe war von nun an leicht möglich. Die chemische Zusammensetzung der Sterne konnte durch Arbeiten von Kirchhoff aufgrund der Absorptionsspektren erforscht werden.
1870 veröffentlichte Bunsen die Beschreibung seines Eis-Kalorimeters. Mit dem Kalorimeter konnte Bunsen die spezifische Wärmekapazität von Stoffen ermitteln. Die Untersuchungen führten zu einer genaueren Atomgewichtsbestimmung von Indium.

## Ehrungen und Mitgliedschaften
- 1851: Wahl zum Mitglied der Gelehrtenakademie Leopoldina[32]
- 1853: Wahl zum korrespondierenden Mitglied der Académie des sciences (« associé étranger » seit 26. Dezember 1882)[33]
- 1855: Wahl zum auswärtigen Mitglied der Göttinger Akademie der Wissenschaften[34]
- 1858: Ehrenmitglied (Honorary Fellow) der Royal Society of Edinburgh[35]
- 1858: Auswärtiges Mitglied der Royal Society of London[36]
- 1860: Für seine Forschungsarbeiten, insbesondere die über Kakodyle, die Gasanalyse und die vulkanischen Phänomene in Island erhielt Bunsen die Copley-Medaille[37][38]
- 1862: Wahl zum korrespondierenden Mitglied der Russischen Akademie der Wissenschaften
- 1862: Wahl zum Mitglied der American Philosophical Society[39]
- 1864: Verleihung des Ordens Pour le Mérite für Wissenschaft und Künste am 17. August 1864[40][41]
- 1864: Wahl zum Mitglied der National Academy of Sciences[42]
- 1864: Wahl zum Mitglied der American Academy of Arts and Sciences
- 1865: Verleihung des Bayerischen Maximiliansordens[43][44]
- 1865: Wahl zum assoziierten Mitglied der Académie royale des Sciences, des Lettres et des Beaux-Arts de Belgique[45]
- 1875: Ernennung zum auswärtigen Mitglied der Accademia dei Lincei in Rom
- ca. 1880: Benennung des Bunsen Peak im Yellowstone-Nationalpark[46]
- 1881: Ernennung zum Ehrenmitglied des Nassauischen Vereins für Naturkunde
- 1908: Bronze-Standbild in Heidelberg, geschaffen von Hermann Volz[8]
- 1964: Benennung eines Mondkraters in Bunsen (Mondkrater)
- 2000: Benennung des Asteroiden (10361) Bunsen
- 2011: Gedenktafel an seinem Heidelberger Laboratorium im Rahmen des Programmes Historische Stätten der Chemie der GDCh
- 2024: Bronzeplatte "Spektralanalyse 1859" auf der Kurpfälzer Meile der Innovationen vor dem Mannheimer Schloss[47]

## Film
- Heidelberg, 60. Todestag von Robert Bunsen. Fernseh-Reportage, BR Deutschland, 1959, 2:46 Min., Buch und Regie: N.N., Produktion: SWF, Reihe: Abendschau, Erstsendung: 15. August 1959 bei SWF, online-Video von SWR. Ohne Ton wegen mangelhafter Tonqualität. Aufnahmen vom Bunsendenkmal am alten Standort, Institut an der Akademiestraße, Laboratorien, Bunsenbrenner, Spektralanalyse, Cäsium in Glasampulle, Anzünden von Magnesiumdraht, Auszeichnungen.